# 武亭
武 亭（ム・ジョン、1904年 － 1952年10月）は、北朝鮮の軍人・政治家である。長らく本名は金武亭（キム・ムジョン/김무정）と思われていたが、親戚の証言によれば金炳禧（キム・ビョンヒ/김병희）である。別名は武挺、呉挺（吴挺）。
中国共産党から高く評価され、「革命指導者」と呼ばれた唯一の朝鮮人であった。北朝鮮初期の指導部を構成した諸派閥のうち、延安派の中心人物の一人。

## 経歴
大韓帝国咸鏡北道鏡城郡出身。京城（ソウル）で育ち1919年3月の三・一運動に参加した。中央高等普通学校(Seoul Central High School)に入学したが、退学して1923年3月に中国に渡った。
北平文化大学で中国語を学んだ後、1924年に北方軍官学校砲兵科を卒業。朝鮮人革命家の呂運亨の影響で1925年に北京で中国共産党に入党。馮玉祥部隊に従軍して南口大戦及び北伐に参加。1927年、砲兵中校。上海クーデターが起きると、国民革命軍を辞めた。同年12月、広州蜂起に参加し、1929年には上海労働者の暴動を指導した。そのためイギリス租界で逮捕され2か月間拘留された。釈放後は香港に向かった。
1930年6月に彭徳懐の紅軍第5軍に入隊する。1930年7月、紅軍最初の山砲連が組織されたが、同年末に3代目の連長となった。紅軍第3軍団砲兵将校として中国共産党の革命拠点だった江西省瑞金で国民党軍と戦い、1931年の中華ソビエト共和国樹立に参加。1930年7月末、紅軍第3軍団砲兵団長。1931年6月、中央軍委砲兵団団長。1932年冬、瑞金中央軍事政治学校軍事団（団長：張経武）特科営営長。1933年10月、紅軍特科学校砲兵営営長。1934年、紅軍特科学校校長。
1934年10月に中国共産党が瑞金を放棄し延安に本拠地を移した長征では中央軍委第1縦隊第3梯隊司令員兼政治委員に就任。黎平会議後に部隊は改編され紅軍第3軍団砲兵営営長。長征開始時、約30余名の朝鮮人がいたが、陝西省北部にたどり着いたのは武亭と楊林だけであった。1935年11月、紅軍学校特科営営長。1936年6月、紅軍大学第1期第1科に入学。同年12月、卒業。
1937年8月、紅軍が八路軍に改編されると、八路軍総司令部作戦科長。同年10月、山西省臨汾市に派遣され、砲兵部隊の創設に携わった。王庄一帯の砲兵連を基幹に、汾陽や孝義の遊撃隊を吸収し、閻錫山の部隊が遺棄した8門の山砲を最初の武器として使用した。1938年1月28日、臨汾劉村鎮で八路軍総司令部砲兵団が正式に成立し、武亭が団長となった。1938年8月、第115師と協同で汾離公路の日本軍を伏撃。第115師は「我々の武団長は優れた砲手を育成することができる」と称賛し、毛沢東と朱徳から表彰と激励を受けた。1939年9月、第115師第688団と協同で河北省鼓城県に進攻。1940年春、歩兵と協同で太行山根拠地に進攻してきた石友三や朱怀冰などの部隊を撃退。1940年8月、百団大戦に参加。
日中戦争中の1941年には中国山西省で華北朝鮮青年連合会を結成。1943年に、のちに延安派の基盤になる朝鮮義勇軍司令官となったほか、華北朝鮮独立同盟結成時からの常任委員として活躍した。

### 光復（解放）後
日本が降伏すると、彼が帰国する前から、人民委員会の前身である北朝鮮五道行政局で、曺晩植に次ぐ副委員長に選ばれた。
武亭は義勇軍と共に北朝鮮に帰還しようとしたが、中国共産党の影響を排除する駐北朝鮮ソ連軍の方針で兵士は武装解除され、自身も個人の立場で帰国することを求められた。このことで金日成とソ連軍に対し反感を抱いた武亭は、各地で金日成とソ連を批判する遊説を行った。
1946年8月の北朝鮮労働党第1回党大会（結党大会）において党中央委員に選出されたが、金日成は、名声も経歴もあり、服従的でなかった武亭を保安幹部訓練大隊砲兵副司令官に降格させた。大隊本部総参謀長の安吉が病死すると臨時代理となる。代理を務めていた間、金日成に相談せずに独自の指揮方針を打ち立てたり、独断で指令を出すなどして金日成の顰蹙を買った。
武亭はその後もしばしば自らの経歴を誇示し金日成と対立した。その名声と中国共産党とのつながりから粛清されることこそなかったが、率いる延安派は、実戦経験、軍事理論で北朝鮮内の他派閥より優れていても、ソ連に後押しされる満州派に阻まれ、要職には就けなかった。武亭は人となりが剛直で政治闘争の能力に欠けており、金日成への個人崇拝を批判することで立場を悪化させた。
1948年3月の第2回党大会において党中央委員に再選。同年9月、民族保衛省砲兵指揮局長。

### 朝鮮戦争
1950年6月に開戦した朝鮮戦争では、開戦時の第2軍団長であった満州派の金光侠が春川攻略時の失敗で参謀長に降格されると、1950年7月、武亭が第2軍団長に任命された。
第2軍団は朝鮮半島南部まで進撃したが、仁川上陸作戦にともなう韓国軍と国連軍の大反攻により敗退した。武亭は部下をみだりに銃殺刑にするなどの問題を起こし解任され、平壌防衛司令官となった。しかし韓国軍と国連軍の攻勢を押しとどめることは出来ず、平壌は失陥し、後方部隊の第7軍団長に左遷された。満浦市に居た頃、知り合いの中国軍兵士が負傷していた。野戦病院で平安北道人民委員会衛生部長の李チョンサン（이청산）に治療をするよう命じたが、忙しい事を理由に断られたので自ら銃殺し、それが原因となり、第7軍団長も解任された。
1950年12月21日の北朝鮮人民党大会で戦局分析と責任者の追及が行われると、「秩序整然と後退できなかった責任」「無法な殺人と命令不服従」を強く批判、糾弾され、失脚した。このときの北朝鮮には多数の中国人民志願軍が進駐している状況で、武亭の影響力の排除は金日成にとって重要であった。この党大会での処分では武亭を除く全員がほどなくして復党、復職した。
武亭は軍籍を剥奪され囚人部隊で服役することとなり、作業隊長として平壌の牡丹峰地下劇場の建設現場へ送り込まれた。その後、持病の胃潰瘍を悪化させると中国人民志願軍の司令官である彭徳懐のとりなしもあり、中国共産党に引き渡されて一時は中国東北部の病院に入院した。しかし病状は回復せず、本人の希望で北朝鮮に帰国するとほどなく、1952年10月に平壌郊外の軍病院で死亡した。葬式は盛大に行われ、愛国烈士陵に葬られた。
失脚した武亭であったが、金日成の回顧録『世紀とともに』では華北地方での彼の活動が記述され、事績を高く評価している。

## 人物
- 八路軍内では砲術の専門家として高く評価された[31]。
- 朱栄福は武亭について「剛毅・冷血で、平素でも部下に荒く対し、だれに向かってもケセキ（개새끼、犬の子）、シャンノムセキ（썅놈새끼、不都合な奴、下司野郎）と呼んだ。八路軍には「上官は兵士を大切にすべきである」というモットーがあるが、武亭は中国で何を勉強したのか。」と書いている[32]。またその怒鳴り方は旧日本軍の戦地指揮官とまったく同じだという[32]。
- 兪成哲は、武亭について典型的な武人スタイルで豪放磊落な性格の持ち主だったが、しばしば高圧的な態度をとるという短所を持っていたとしている[33]。
- 1945年11月、朝鮮義勇軍が瀋陽に滞在中、中国空軍の攻撃を受けた[34]。この時、武亭は側近だけ連れてトラックで瀋陽を退避した[34]。この出来事が原因となり、武亭は延安派内の人望を失うことになった[35]。
- 延安で活動していた時期、方針の違いなどで崔昌益と対立し、重慶からやってきた金枓奉は深く信頼せず、朴一禹とは中国共産党の信任を競う関係であった[36]。このような指導者の関係から延安派は結束力が不足し、満州派に敗れて粛清された原因とされる[36]。
- 朝鮮義勇軍出身の人民軍将校らの証言によると、ソ連軍顧問の干渉を受けないようにし、さらに彼らの前で自身の砲撃術を誇示することが多かった[37]。顧問らが見ている現場で、片眼を閉じて親指を伸ばして目標物を狙った後に大砲を発射すれば百発百中であったという[37]。